# ヌーディストビーチに修学旅行で!!
『ヌーディストビーチに修学旅行で!!』（ヌーディストビーチにしゅうがくりょこうで!!）は日本の漫画家、師走の翁の成人向け漫画。2014年より「COMIC阿呍」にて第1話が掲載され、番外編「ヤリモクビーチに修学旅行で!!」を含む全8話が短期連載された。2015年7月に作者の19冊目の単行本として日本国内並びに台湾にてヒット出版社から発売された。
本編ではひょんなことから修学旅行で海外のヌーディストビーチを訪れた主人公とヒロインたちによる学生同士の乱交、番外編では本編の裏で学生たちと女性教諭や異国の女性たちによる乱交がそれぞれ描かれる。

## 物語

### 本編
ヨーロッパへの修学旅行が迫る時期。とある高校のクラスでは生徒間の壁を憂いた担任の女性教諭のスオミによる独断で、クラス別行動日にヌーディストビーチへ行くことが企画された。無論、ビーチへ行けば生徒ら全員も全裸を強制され、不参加者は停学の理不尽な罰が課されることとなり、生徒らは否応なく参加を余儀なくされる。
来たる修学旅行当日。生徒たちは抵抗を覚えながらも炎天下のビーチへ全裸で出る。男子生徒たちはスオミや女子生徒らの裸体に凄まじく興奮するが、緊張のせいか陰茎は勃起しなかった。そんな中でクラス委員を務める直達だけは抑えきれず勃起してしまい、スオミが用意したテントでの処理を言い渡される。しかもそれは自慰ではなく女子生徒とのスキンシップ、つまるところ性行為による処理であった。直達は同じくクラス委員長の谷口秋穂の協力を得たセンズリでひとまず沈めるが、まもなく復活してしまう。困惑の中、直達はクラスでアイドル的人気を集める末森紗那香、彼女を気遣った古手川綾女と上田蛍夏ら、さらに彼らの成功に興味惹かれた女子生徒らと次々に交わり、ついにはクラスのほとんどの女子生徒と性交を遂げるが、やはり勃起は収まらなかった。
不審に思う直達のもとへ、秋穂と彼女と親しい大乃瀬愛が女子生徒らを集めてやってくる。秋穂と直達はヌーディストビーチで起こる問題を防ぐべく、病院を経営する愛の父から手配してもらった勃起の抑制薬「タタナクナール」を男子生徒らに無断で飲ませたことを告白する。しかし、直達だけは薬を効果のないものにすり替えられており、それは彼に恋慕する秋穂がハプニングを求めて計画したことだった。すべてを告白した秋穂に直達が女子生徒らに囲まれながら繋がり、愛の告白を受けながら秋穂とも性交を遂げると、性欲はようやく沈静化する。テントを出た直達と女子生徒たちは、残り時間を有意義に使うべくビーチに出る。

### 番外編「ヤリモクビーチに修学旅行で!!」
直達と女子生徒たちが盛大な乱交に没頭している最中、スオミに連れられた男子生徒たちはヌーディストビーチの隣でひっそりと運営されているヤリモクビーチを訪れる。そこではスオミの友人でもある異国の美女らが性交を求め、興奮が渦巻いていた。男子生徒たちは、初対面の美女たちと代わる代わる性交する。

## 登場人物
長門 直達
声 - ゆうひ
クラスの委員長を務める男子生徒。七三分けに眼鏡とガリ勉キャラを思わせる特徴的な風貌だが、クラスメイトとは漫画の貸し借りもするなどガチガチの堅物という訳ではない。ヌーディストビーチでは鍛えられた筋肉と並外れた大きい陰茎を晒してイメージと裏腹な印象が皆に衝撃を与える。（年齢的には当たり前だが）本人は並外れた性欲に悩まされており、筋肉トレーニングはそれの発散から生まれた趣味である。ヌーディストビーチにて男子たちが勃起を抑制されている中で唯一勃起してしまい、クラスメイトとの性交で性欲を鎮めることとなる。
スオミ先生
声 - なつめ美南海
クラスの担任を務める女性教諭。ヨーロッパ人の祖父を持つクォーターで、父は学校の理事長を務めている。金髪のロングヘア、グラマラスな体型が特徴的な美人で、陰毛はハート型に整えられている。クラスの生徒間の壁を憂い、理事長の権力を用いて修学旅行でのヌーディストビーチ行きを独断した。秋穂のカミングアウトから男子生徒たちを（勃起抑制剤の効果が切れるのを見計らったタイミングで）ヤリモクビーチに連れて行った。
天川 妙実
女子バレーボール部に所属する女子生徒。長身、短髪のボーイッシュな風貌だがビーチではグラマラスな体型を披露した。本人は女子としては大柄な身体に若干のコンプレックスを感じていた。
石橋 美湖
クラスで最も幼い容姿の女子生徒。
乾 静羽
ツインテールと眼鏡が特徴的なオタクの女子生徒。男性声優をこよなく愛しており、クラスメイトの乃木とはオタク仲間でつるんでいる。
上田 蛍夏
モデル体型の女子生徒。紗那香や綾女と親しい。直達の性欲処理に名乗り出た紗那香を気遣い、前座として直達に性交の練習を持ちかけ、彼の童貞卒業の相手となった。
大ノ瀬 愛
声 - もな
クラスで孤立気味な女子生徒。クールな雰囲気の美少女。父が病院を経営している。
古手川 綾女
強気な言動が顕著な女子生徒。蛍夏と共に紗那香を気遣い、直達の性欲処理に名乗り出た。
境 麻里亜
日焼けした褐色肌が特徴的な女子生徒。ビーチでは序盤から男子生徒にもフランクに接していた。直達の絶倫に興味を持ち、万智と共に性交に名乗り出る。
末森 紗那香
男子から特に人気を集める女子生徒。妖精めいた幼い容貌が特徴的な美少女で、アイドル的人気を集めている。かつて体育の着替え中に直達の鍛えられた肉体を目撃して以来、彼を見て悶々とする日々を過ごし、「自分はビッチではないか」と苦悩していた。
洲崎 未里
地味な容姿の女子生徒。クラスでは特に真面目な印象で通っていたが、ビーチでは男子生徒の裸体に対して興味津々な様子であった。性の造詣が深いのか、直達との性交では妙に冴えた性技を披露した。噂によると元カレがケダモノ並みに性欲旺盛だったらしい。
谷口 秋穂
声 - 南乃こと
クラス委員を務める女子生徒。直達に想いを寄せており、ビーチでの助平なハプニングを求めて彼にだけ勃起抑制剤を処方しなかった。だが、生来の真面目さから積極的に出られず、直達とクラスの女子、スオミ先生にカミングアウトした末に仲間入りした。
長浜 雛
声 - あかつき蜜
エキセントリックな言動の女子生徒。天然ボケで通っており、日常では男子生徒にラッキースケベを提供するあまり密かな人気を集めていた。劇中では女子生徒らが直達と交わる中、自分は現地の男性たちに素潜り漁を教わっていたため、唯一性交シーンがない。
乃木 樹衣奈
オタク気質な女子生徒。男性アイドルのボーイズラブに熱中している。ややぽっちゃりした体型で、生徒の中では最も豊かな乳房を持っている。
花木 万智
派手な容姿の女子生徒。白い肌と派手な髪色が特徴的なギャルで、ビーチでは麻里亜と共に男子ともフランクに接していた。別のクラスの男子と交際しているが、直達と麻里亜の性交を見て情欲を抑えられなくなり、直達の気遣いで性交に至る。

## OVA
| 監督・脚本・絵コンテ・演出・ キャラクターデザイン・作画監督 | 小原和大                   |
| 色彩設計・色指定・検査                                      | 吉澤大輔                   |
| 美術監督・背景                                              | 鉄筆                       |
| 撮影監督                                                    | 堀川和人                   |
| 編集                                                        | 堀川和人                   |
| 音響監督                                                    | 福田浩                     |
| 音楽                                                        | アメディオ                 |
| 音響制作                                                    | アトリエビーチ             |
| プロデューサー                                              | 創符乱戸、吉田少陰、堀江拓 |
| アニメーション制作                                          | SEVEN                      |

2017年に『ヌーディストビーチに修学旅行で!! THE ANIMATION』との題名で成人向けOVA化。多くの成人向けOVAで知られるピンクパイナップルによる製作のもと、『ましろ色シンフォニー』『変態王子と笑わない猫。』などで作画に携わった小原和大が、監督、脚本、絵コンテ、演出、キャラクターデザイン、作画監督を務めた。

### リリース
- ヌーディストビーチに修学旅行で!! THE ANIMATION 第1話（2016年5月27日発売[2]）
- ヌーディストビーチに修学旅行で!! THE ANIMATION 第2話（2016年10月28日発売[3]）
- ヤリモクビーチに修学旅行で!! THE ANIMATION（2017年5月26日発売[4]）
- ヌーディストビーチに修学旅行で!! THE ANIMATION クライマックスメガ盛り オカズですよ（2018年7月27日発売[5]）
- ヌーディストビーチに修学旅行で!! THE ANIMATION ブルーレイ完全版（2019年7月26日発売[6]）